# Castlemilk (Dumfries and Galloway)
Castlemilk ist ein Herrenhaus nahe der schottischen Ortschaft Kettleholm in der Council Area Dumfries and Galloway. 1971 wurde das Bauwerk in die schottischen Denkmallisten in der höchsten Denkmalkategorie A aufgenommen. Des Weiteren sind zahlreiche zugehörige Bauwerke als Denkmäler der Kategorien B und C klassifiziert. Hervorzuheben ist eine Brücke entlang eines Zufahrtsweges, die eigenständig als Kategorie-A-Denkmal eingestuft ist.

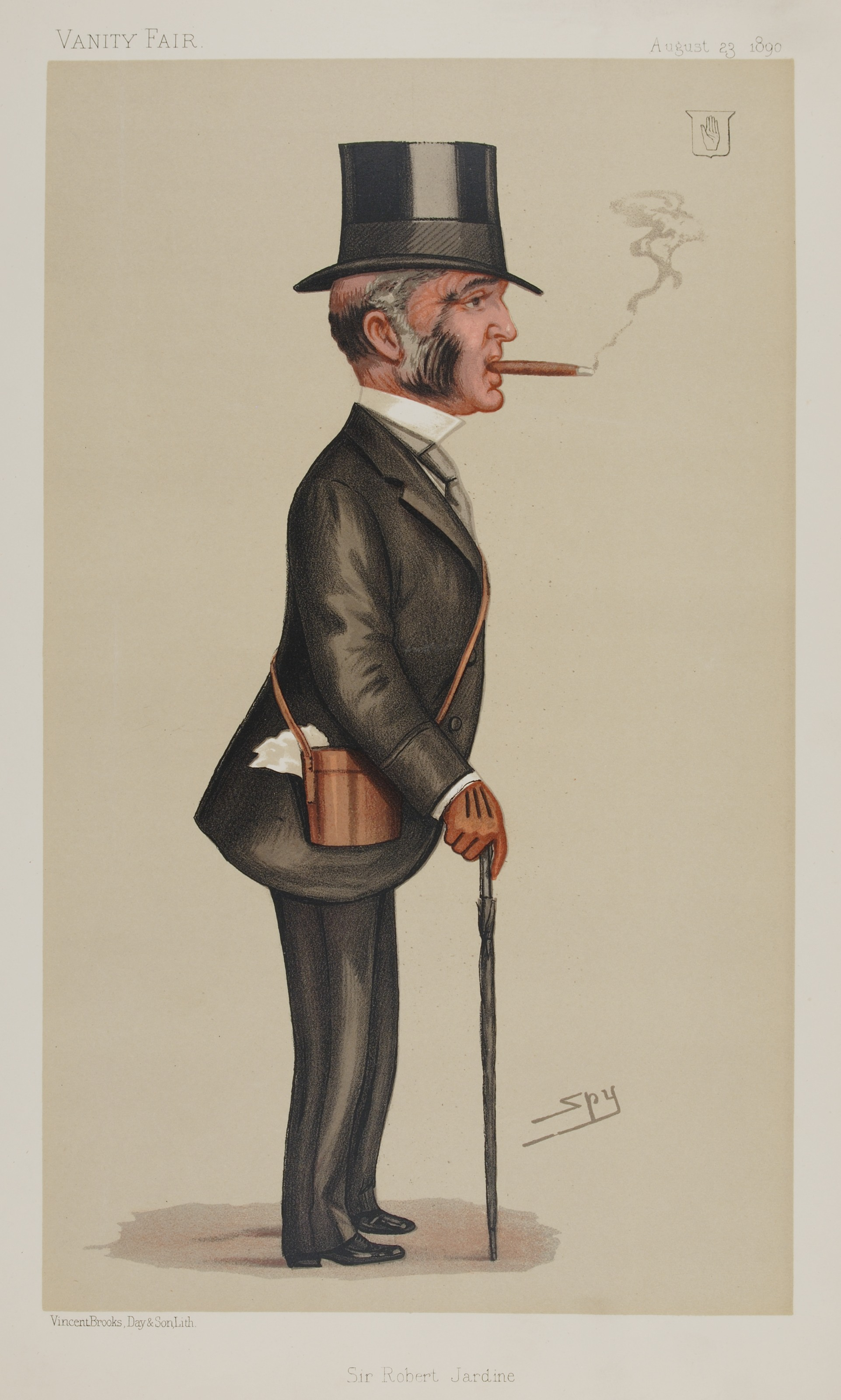
Karikatur von Robert Jardine, 1. Baronet

Der schottische Architekt David Bryce stellte den Entwurf für Castlemilk 1863 fertig. Die Arbeiten wurden zwischen 1864 und 1866 ausgeführt. Castlemilk zählt zu den größten Einzelgebäuden Bryce’ und ist sein größtes vollständig erhaltenes Bauwerk. Bauherr war der Politiker Robert Jardine, 1. Baronet.

## Beschreibung
Castlemilk liegt inmitten eines weitläufigen Anwesens rund 800 m nordöstlich von Kettleholm nahe dem Water of Milk. Das zwei- bis dreistöckige Herrenhaus ist im historistischen Scottish-Baronial-Stil gestaltet. Castlemilk weist einen komplexen Aufbau auf. Markant ist ein Turm an der ostexponierten Frontseite, der mit seiner umlaufenden Balustrade stilistisch an Castle Fraser erinnert. Dort befindet sich der Eingangsbereich mit wuchtiger Porte-cochère. Die schiefergedeckten Dächer sind teils mit Staffelgiebeln gestaltet. Es kragen verschiedene Ecktourellen aus. Ein ehemaliger Wintergarten an der Südseite wurde zwischenzeitlich zu einem Speisesaal umgebaut.

## Brücke
Rund 200 m südlich von Castlemilk überspannt eine Bogenbrücke einen See. Sie führt einen aus Osten kommenden Zufahrtsweg. Sie wurde um 1865 nach einem Entwurf von David Bryce erbaut. Das Mauerwerk besteht aus Steinquadern und ist mit Gesimsen verziert. Der Hauptbogen ist als Spitzbogen gearbeitet mit flankierenden Segmentbögen. Die begrenzenden Brüstungen fächern an den Zufahrten auf. Vier Ausbuchtung entlang der Brüstung sind im Stile von Scharwachtürmen gestaltet.